# Mansoureh Ettehadieh

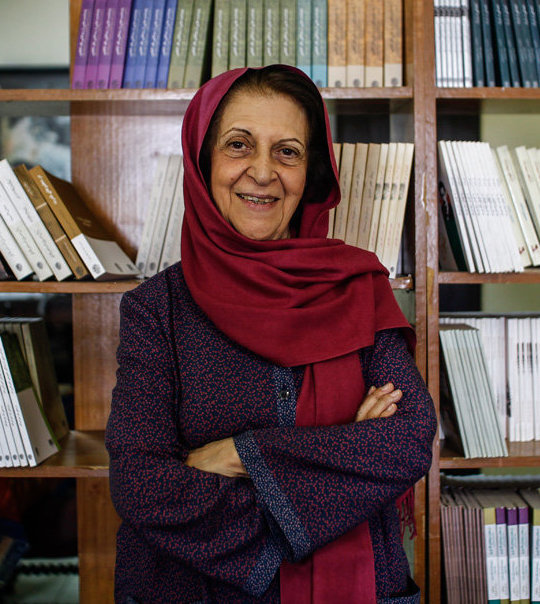
Mansoureh Ettehadieh in 2015

Mansoureh Ettehadieh (Nezam Mafi) is een Iraanse historica en uitgever.
Zij studeerde geschiedenis aan de universiteit van Edinburgh, waar zij in 1956 haar MA haalde en waar zij in 1979 promoveerde. Van 1963 tot aan haar pensioen in 2000 doceerde zij geschiedenis aan de Universiteit van Teheran. Het door haar in 1983 gevestigde uitgevershuis Nashr-e Tarikh-e Iran richt zich op het publiceren over het Kadjaren tijdperk. In 2000 was zij ook een van de oprichters van de International Qajar Studies Association, een internationaal opererende studievereniging.